# Hippia insularis
Hippia insularis är en fjärilsart som beskrevs av Augustus Radcliffe Grote 1867. Hippia insularis ingår i släktet Hippia och familjen tandspinnare. Inga underarter finns listade i Catalogue of Life.